# Iota (Louisiane)
Pour les articles homonymes, voir Iota (homonymie).
Iota est une ville de la paroisse de l'Acadie, dans l'État de Louisiane, aux États-Unis,. En 2020, elle compte une population de 1 304 habitants.

## Démographie
Lors du recensement de 2010, la ville comptait une population de 1 500 habitants, tandis qu'en 2020, elle s'élève à 1 304 habitants.